# 오프탈모사우루스
오프탈모사우루스(Ophthalmosaurus)는 중생대 쥐라기 후기에 서식한 해양 파충류이다. 이크티오사우루스과에 속하며, 큰 눈을 가졌다. 학명도 큰 눈에서 유래하여, '눈의 도마뱀'이라는 의미이다. 주둥이는 길고 가느다란 형태이며, 전체 몸 길이는 약 5m정도 이고, 두개골은 1m 정도였을 것으로 추정된다. 어류처럼 눈에 막이 있고, 눈을 감지 못한다.